# Андора на Европском првенству у атлетици у дворани 2015.
Андора је учествовала на 33. Европском првенству у дворани 2015 одржаном у Прагу, Чешка, од 5. до 8. марта. Ово је било осмо европско првенство у атлетици у дворани од 1990. године када је Андора први пут учествовала. Репрезентацију Андоре представљале су две такмичарке које су се такмичили у 3 дисциплине.
На овом првенству представнице Андоре ниси освојиле ниједну медаља, нити су обориле неки рекорд.

## Учесници
Жене:
- Естефанија Себастијан — 60 м
- Клаудија Гури — Скок удаљ, Троскок

## Резултати

### Жене
| Атлетичарка           | Дисциплина | Лични рекорд | Квалификације | Квалификације | Полуфинале            | Полуфинале            | Финале                | Финале     | Детаљи |
| Атлетичарка           | Дисциплина | Лични рекорд | Резултат      | Место         | Резултат              | Место                 | Резултат              | Место      | Детаљи |
| --------------------- | ---------- | ------------ | ------------- | ------------- | --------------------- | --------------------- | --------------------- | ---------- | ------ |
| Естефанија Себастијан | 60 м       | 7,78 НР      | 7,94          | 8 у гр. 5     | Није се квалификовала | Није се квалификовала | Није се квалификовала | 36/37 (38) |        |
| Клаудија Гури         | Скок удаљ  | 5,68         | 5,46          | 22            |                       |                       | Није се квалификовала | 22 /22     |        |
| Клаудија Гури         | Троскок    | 12,40        | 12,06         | 22            | 22 /22 (23)           |                       | Није се квалификовала |            |        |